# ديفيد فليتشير (رسام كارتون)
ديفيد فليتشير (بالإنجليزية: David Fletcher)‏ هو رسام كارتون نيوزيلندي، ولد في 1952.